# Maria Luís Albuquerque

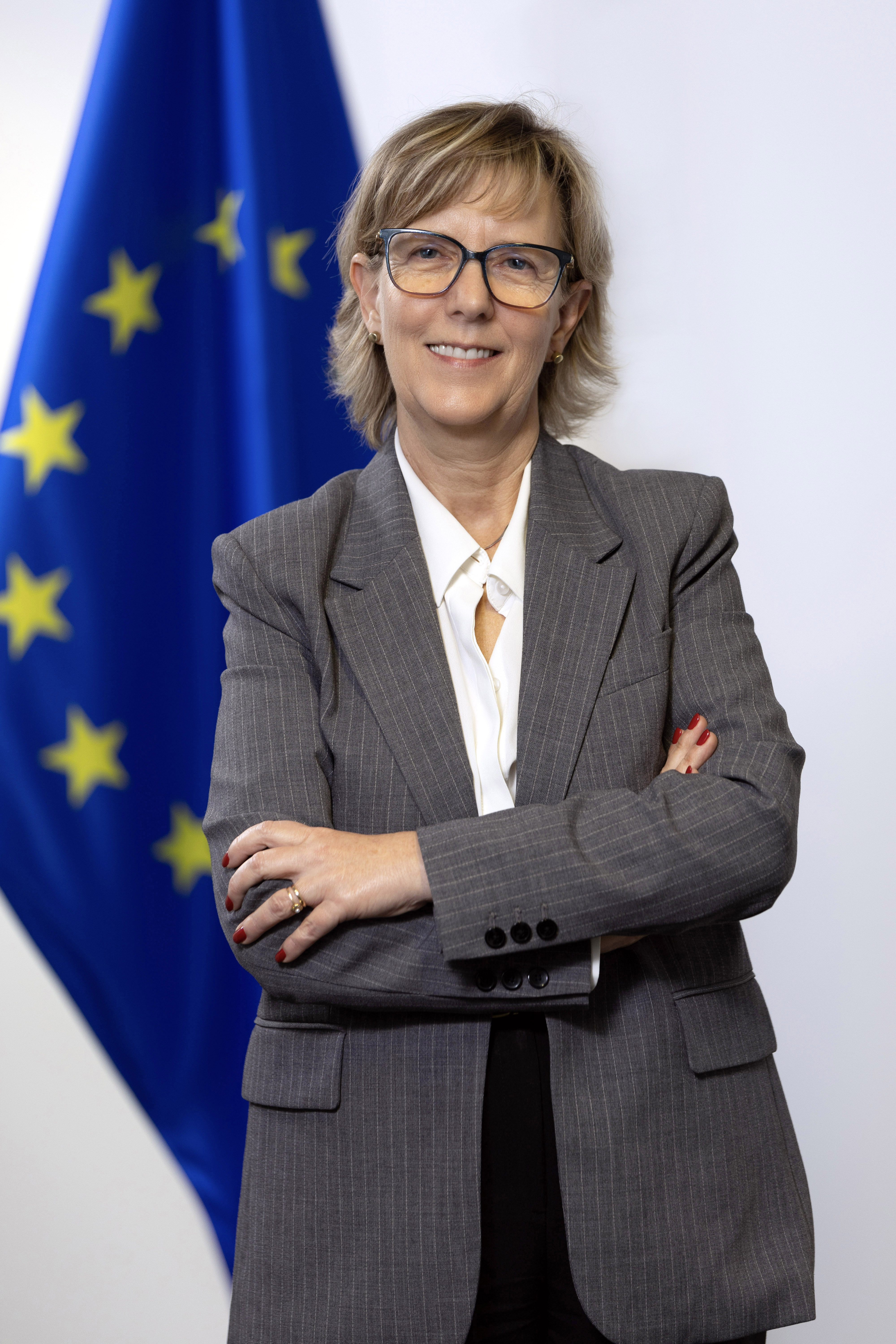
Maria Luís Albuquerque (2024)

Maria Luís Casanova Morgado Dias de Albuquerque (Braga, 16 september 1967) is een Portugese politica en econoom. Sinds 1 december 2024 is zij de Europese commissaris voor Financiële Diensten en de Unie van Besparingen en Investeringen in de tweede Commissie-Von der Leyen. Eerder diende zij als minister van Financiën van Portugal van 2013 tot 2015.

## Biografie

### Jeugd en opleiding
Albuquerque behaalde in 1991 een graad in economie aan de Universidade Lusíada in Lissabon en voltooide in 1997 een master in Monetaire en Financiële Economie aan de Technische Universiteit van Lissabon.

### Carrière als econoom
Tussen 1996 en 1999 werkte Albuquerque bij de Directoraat-Generaal van de Schatkist van Portugal. Van 1999 tot 2001 was ze werkzaam bij het Bureau voor Hogere Technische Studies en Economische Prognoses van het Ministerie van Economische Zaken (Portugal). In 2001 werd ze adviseur van de staatssecretaris van de Schatkist en Financiën.
Van 2001 tot 2007 was Albuquerque directeur van de afdeling Financieel Beheer bij REFER, de Portugese spoorweginfrastructuurbeheerder. Tussen 2007 en 2011 was ze hoofd van de Afdeling Uitgiften en Markten bij het Portugese Agentschap voor Schuldbeheer. Daarnaast was ze tussen 1991 en 2006 docent aan de Universidade Lusíada.

### Politieke carrière
Albuquerque begon haar politieke loopbaan in het XIX Constitutionele Regering als staatssecretaris van de Schatkist en Financiën (juni 2011 - oktober 2012) en vervolgens als staatssecretaris van de Schatkist (oktober 2012 - juli 2013). In deze rollen vertegenwoordigde ze Portugal bij de Eurogroep en Ecofin.

#### Minister van Financiën (2013–2015)
Op 2 juli 2013 werd Albuquerque benoemd tot minister van Financiën, als opvolger van Vítor Gaspar. Haar benoeming leidde tot de ontslagaanvraag van Paulo Portas, toenmalig minister van Buitenlandse Zaken, die openlijk kritiek had op haar benoeming.
Als minister van Financiën zette Albuquerque het hervormingsprogramma voort dat onder Gaspar was geïnitieerd. In januari 2015 kondigde ze aan dat Portugal, net als Ierland, zou beginnen met de vervroegde terugbetaling van leningen van het Internationaal Monetair Fonds (IMF), dankzij gedaalde rentekosten en succesvolle staatsobligatie-uitgiftes.
In 2014 versterkte Albuquerque het Portugese bankresolutiefonds met 5,4 miljard euro aan staatsleningen. Dit fonds werd ingezet bij de redding van Banco Espírito Santo, waarbij 4,9 miljard euro werd gebruikt om de bank op te splitsen in een "goede" bank (Novo Banco) en een "slechte" bank met problematische leningen.
Na de Europese verkiezingen van 2014 werd gespeculeerd dat Albuquerque de Portugese kandidaat zou zijn voor de Europese Commissie, maar uiteindelijk werd Carlos Moedas genomineerd.

#### Europese Commissie
In 2024 werd Albuquerque benoemd tot Europese commissaris voor Financiële Diensten en de Unie van Besparingen en Investeringen in de tweede Commissie-Von der Leyen. Haar portefeuille omvat de regulering van financiële markten binnen de EU en de ontwikkeling van strategieën om investeringen en besparingen binnen de interne markt te stimuleren.

## Persoonlijk leven
Albuquerque is getrouwd met António Albuquerque en heeft drie kinderen.